# ジャージ・コジンスキー
イェジ・ニコデム・コシンスキ、ジャージ・ニコデム・コジンスキー（יז'י קושינסקי, Jerzy Nikodem Kosiński, 1933年6月18日 - 1991年5月3日）、はポーランド出身でアメリカ合衆国で活動した小説家。本名ヨセク・レヴィンコプフ（Josek Lewinkopf ）。

## 生涯
ユダヤ系ポーランド人。ロシア革命の亡命ユダヤ人ミェチスワフ・レヴィンコプフ（Mieczysław Lewinkopf）と、ポーランドのユダヤ人エルジュビェタ・リニェツカ（Elżbieta Liniecka ）を両親としてウッチに生まれる。第二次世界大戦中は両親と別れ、片田舎でカトリック教徒を装いホロコーストをのがれる。このときのトラウマのために5年間、彼は口がきけなくなった。
戦後両親と再会し、身体障害者の学校へ入学。成績はきわめて優秀で、ウッチ大学で歴史と政治学の修士号を取得し、ソ連へ留学する。20代前半でワルシャワのポーランド科学アカデミーで助教授をつとめた。しかし当時の共産主義体制を嫌い、約2年にわたって国外へ出る計画を立て、写真に熱中し国際的な写真コンテストに作品を出品し、写真家として評価されるようになる。
国外へ出る許可を得ると、捕まれば12年から15年の刑を受けることを覚悟で1957年にポーランドを脱出し、アルゼンチンとブラジルを転々としたあと、その年の12月にほとんど無一文でアメリカに渡った。その時彼はまったく英語を知らなかったという。いくつものアルバイトをしながら、辞書を引き英文学の古典を読み、日に4本の映画を観るという猛勉強の末、1958年にフォード財団の奨学金を得てコロンビア大学で社会科学を専攻する。
1960年にジョゼフ・ノヴァックの名で『同志よ、未来はわがもの』『第三の道はない』という2作のノン・フィクションを発表する。1962年には、ナショナル・スチールの創業者アーネスト・T・ウィアーの未亡人メアリー・ヘイワード・ウィアーと結婚し、アメリカの上流社会に近づく。1967年にはグーゲンハイム奨学賞を受け1968年にはコネティカット州のウェスレイヤン大学の高等研究所の所員に任命され、1969年から1970年にかけてプリンストン大学で現代英詩を、イェール大学でドラマティック・プローズと批評を教える。
作家としてのコジンスキーには謎の部分が多く、ゴーストライターの存在や、コジンスキーとは経歴詐称の作家集団の名にすぎないなどの憶測が絶えなかった。特に半自伝的な作品と考えられた『異端の鳥』については、盗作の疑いがかけられたり、小説の内容が著者自身の体験ではないという批判を受ける。自分の小説が事実に基づいたノン・フィクションであると言ったことはない、とコジンスキーは反論している。彼とCIAとの関係は、死の直前まで取りざたされた。
1981年公開のアメリカ映画『レッズ』にグリゴリー・ジノヴィエフ役で出演した。
1991年5月3日、ニューヨーク市マンハッタンの自宅でバルビツールを服用の上、ビニール袋を頭からかぶって窒息死しているところを発見された。遺書があり、自殺と断定された。57歳没。

## 日本での評価
作家の丸谷才一にコジンスキーを紹介したのは評論家の植草甚一で、対談の中で丸谷は「コンラッド以後、最も英語のうまいポーランド人ではないか」と言い、植草は二作目の「ステップス　Steps」は素晴らしいとほめていた。

## 主な著作
その作品のほとんどが、30ヵ国語以上に翻訳されているという。
- The Painted Bird （1965年） - 2019年に『異端の鳥』のタイトルで映画化。
  - 『異端の鳥』イエールジ・コジンスキー、青木日出夫訳　角川書店、1972　のち文庫
  - 『ペインティッド・バード』イェジー・コシンスキ　西成彦訳　松籟社、東欧の想像力、2011
- Steps （1968年） - 1969年に全米図書賞を受賞。
  - 『異境』イエールジ・コジンスキー　青木日出夫訳　角川書店、1974
- Being There （1971年） - 1979年に『チャンス』のタイトルで映画化。ハル・アシュビー監督、ピーター・セラーズ主演。
  - 『予言者』イエールジ・コジンスキー 青木日出夫訳 角川書店 1977.4
  - 『庭師 ただそこにいるだけの人』ジャージ・コジンスキー　高橋啓訳 飛鳥新社 2005.1

## 文献案内
- James P. Sloan, Jerzy Kosinski: a Biography, Diane Pub. Co., 1996, ISBN 0-7881-5325-0.
- Joanna Siedlecka, Czarny ptasior (The Black Bird), CIS, 1994, ISBN 83-85458-04-2.
- Welch D. Everman, Jerzy Kosinski: the Literature of Violation, Borgo Press, 1991, ISBN 0-89370-276-5.